# Miss Baek
Miss Baek ist ein südkoreanischer Film aus dem Jahr 2018 mit Han Ji-min in der Hauptrolle. Es ist der erste Film der Regisseurin Lee Ji-won und setzt sich mit dem Thema Kindesmisshandlung auseinander.

## Handlung
Baek Sang-ah wurde als Kind von ihrer Mutter misshandelt und wurde zu einer Gefängnisstrafe verurteilt wegen versuchten Mordes an ihren Vergewaltiger. Jahre später schlägt sie sich durch Jobs als Masseuse und Waschfrau einer Autoanlage. Als sie vom Ableben ihrer Mutter erfährt, nimmt sie das fast teilnahmslos hin und möchte lediglich sehen, dass sie wirklich tot ist. Sie ist mental gezeichnet durch ihre Misshandlung und die Vorstrafe haftet ihr an. Ihr Freund ist Polizist und unterstützt, aber sie sieht sich nicht als zukünftige Ehefrau oder Mutter.
Eines Tages sieht sie auf der Straße ein kleines, verängstigtes Mädchen namens Ji-eun, dass abgemagert aussieht und am Körper blaue Flecken und Wunden aufweist. Sie kauft ihr Essen. Doch dann kommt Ju Mi-gyeong vorbei, die Miss Baek, eine Kundin von Miss Baek im Massagesalon. Sie sagt ihr, dass Ji-eun die Tochter ihres Freundes sei und sie würde sie wieder mitnehmen. Doch kurz darauf schlägt Ji-eun wieder bei Miss Baek auf. Sie kümmert sich zunächst um sie, spürt aber zunehmend, dass sie keine Mutter sein kann und bringt sie zurück. Doch ihr Vater Il-gon tritt sie sofort, als er die Tür öffnet. Es kommt zu einer Auseinandersetzung, die auf dem Polizeirevier endet. Die Polizisten schenken der vorbestraften Baek keinen Glauben und auch das Mädchen sagt nichts. Das Jugendamt würde vorbeischauen, aber erst in ein paar Tagen.
Ji-eun wird von Mi-gyeong und Il-gon eingesperrt, gefesselt und misshandelt. Doch ihr gelingt es, sich zu befreien und zu fliehen. Miss Baek findet sie erneut und will mit ihr fliehen. Doch Jang-seob findet sie und bringt beide bei seiner Mutter unter. Allerdings fürchten Mi-gyeong und Il-gon, sie kämen ins Gefängnis, sollte alles aufliegen. Deshalb suchen sie Ji-eun und können sie aufspüren. Jang-seob kann derweil Beweise gegen die beiden finden. Doch Mi-gyeong findet Ji-eun und will sie mitnehmen. Miss Baek kommt gerade noch rechtzeitig und stellt sich ihr. Schließlich stößt Jang-seob dazu.
Mi-gyeong und Il-gon werden beide verurteilt. Ji-eun lebt bei einer Familie. Ein Jahr später besucht Miss Baek sie.

## Hintergrund
Der Film basiert auf den Erlebnissen der Regisseurin Lee Ji-won. Sie erlebte, wie ein Kind in ihrer Nachbarschaft misshandelt wurde. Der Film solle dabei helfen, dass Kindesmisshandlung mehr Aufmerksamkeit erhält.

## Rezeption
Der Film lief am 11. Oktober in den südkoreanischen Kinos an und erreichte über 722.448 Zuschauer.
Clarence Tsui vom Hollywood Reporter sieht den Film als „mutiges Drama“, in dem Frauen im Vordergrund stehen. Han Ji-min sei stark in ihrer Rolle, die ganz anders ist als alles, was sie zuvor spielte. Kim Si-a sei sehr effektiv als misshandeltes Mädchen.

## Auszeichnungen
Baeksang Arts Awards 2019
- Auszeichnung in der Kategorie Beste Hauptdarstellerin für Han Ji-min
- Auszeichnung in der Kategorie Beste Nebendarstellerin für Kwon So-hyun
- Auszeichnung in der Kategorie Beste Neue Regisseurin für Lee Jiw-on